# Jochen Nickel
Jochen Nickel, znany także jako Willy Freeze (ur. 10 kwietnia 1959 w Witten, w Niemczech) – niemiecki aktor.

## Życiorys
Początkowo kształcił się na budowniczego dróg. W latach 1981–1987 trafił do zespołu artystycznego Theaterpathologische Institut w Hattingen i Lünen. W 1988 zadebiutował na małym ekranie w telewizyjnym filmie kryminalnym ZDF Śniadanie dla wrogów (Frühstück für Feinde). Później pojawiał się w licznych rolach złoczyńców w kinie i telewizji.
12 kwietnia 1995 ożenił się z Frauke-Ellen Moeller, z którą ma córkę Lu-Lanę (ur. 18 sierpnia 1995). Jednak 18 listopada 2003 rozwiódł się. W latach 2003–2012 był w związku z Sonją Kirchberger.

## Filmografia

### Filmy
- 1990: Księżyc 44 jako Scooter Bailey
- 1993: Stalingrad jako sierż. Manfred Rohleder
- 1993: Lista Schindlera jako Wilhelm Kunde
- 1998: Wędrowne ptaki: Podróż do Inari (Zugvögel – ... einmal nach Inari) jako Lothar
- 1999: Bang Boom Bang – Ein todsicheres Ding jako Franky
- 1999: Giganci (Absolute Giganten) jako Snake
- 2000: W lipcu (Im Juli) jako Leo
- 2001: Leo i Klara (Leo und Claire) jako Paul Steinheil
- 2005: Felix – Ein Hase auf Weltreise jako Yeti / Butler (głos)
- 2006: Klaus Stoertebeker: Pirat z Północy jako Michels
- 2010: Jesteśmy nocą (Wir sind die Nacht) jako kurator sądowy
- 2011: Kolejny powrót Krokodyli z przedmieścia (Vorstadtkrokodile 3) jako ojciec Frank
- 2011: Sekretny szlak Majów (World Express – Atemlos durch Mexiko, TV) jako Philip Harmsdorf
- 2013: Die Spionin (TV) jako Walther Luthmann
- 2014: Bajka o tym, co wyruszył, by nauczyć się bać (TV) jako ojciec
- 2016: Radio Heimat jako Franks Onkel

### Seriale TV
- 1994: Telefon 110
- 1995: Tatort: Tod eines Auktionators jako Karl-Heinz Heckmann
- 1997: Telefon 110 – odc.: „Gänseblümchen” jako Horst Hempel
- 1997: Tatort: Der Teufel jako nadkomisarz Norbert Stein
- 1998: Komisarz Rex jako Peter Rogner
- 1999: Tatort: Martinsfeuer jako Schafhirt
- 2001: Telefon 110 jako Martin Claussen
- 2003: Tatort: Sonne und Sturm jako Roland Jellinek
- 2009: Kobra – oddział specjalny jako Karl „Charly” Weismann
- 2010: Nasz Charly jako Manfred
- 2010: Jednostka specjalna „Dunaj” jako Carl Norman Loibl
- 2011: Ostatni gliniarz jako Tobias Henf
- 2013: Telefon 110 jako James Lempert
- 2013: Notruf Hafenkante jako 2013
- 2014: Tatort: Kaltstart jako Horst Martinsen
- 2014: Heldt jako Joachim Pöls
- 2015: Tatort: Dicker als Wasser jako Jürgen Mohren
- 2015: Jednostka specjalna „Dunaj” jako Kai Hofer
- 2016: Kobra – oddział specjalny – odc.: „Sztuczki” (Tricks) jako Norbert Wächter